# Saint-Menges
Saint-Menges és un municipi francès situat al departament de les Ardenes i a la regió del Gran Est. L'any 2007 tenia 1.037 habitants.

## Demografia

### Població
El 2007 la població de fet de Saint-Menges era de 1.037 persones. Hi havia 394 famílies de les quals 90 eren unipersonals (31 homes vivint sols i 59 dones vivint soles), 109 parelles sense fills, 129 parelles amb fills i 66 famílies monoparentals amb fills.
La població ha evolucionat segons el següent gràfic:
Habitants censats

### Habitatges
El 2007 hi havia 445 habitatges, 405 eren l'habitatge principal de la família, 8 eren segones residències i 32 estaven desocupats. 409 eren cases i 34 eren apartaments. Dels 405 habitatges principals, 288 estaven ocupats pels seus propietaris, 107 estaven llogats i ocupats pels llogaters i 10 estaven cedits a títol gratuït; 11 tenien dues cambres, 53 en tenien tres, 131 en tenien quatre i 210 en tenien cinc o més. 225 habitatges disposaven pel capbaix d'una plaça de pàrquing. A 160 habitatges hi havia un automòbil i a 184 n'hi havia dos o més.

### Piràmide de població
La piràmide de població per edats i sexe el 2009 era:
| Homes | Edats   | Dones |
| ----- | ------- | ----- |
| 0     | 95 o +  | 4     |
| 4     | 90 a 94 | 0     |
| 4     | 85 a 89 | 4     |
| 8     | 80 a 84 | 16    |
| 8     | 75 a 79 | 20    |
| 12    | 70 a 74 | 20    |
| 24    | 65 a 69 | 36    |
| 36    | 60 a 64 | 24    |
| 16    | 55 a 59 | 32    |
| 44    | 50 a 54 | 28    |
| 20    | 45 a 49 | 24    |
| 44    | 40 a 44 | 40    |
| 52    | 35 a 39 | 28    |
| 16    | 30 a 34 | 56    |
| 28    | 25 a 29 | 20    |
| 24    | 20 a 24 | 20    |
| 24    | 15 a 19 | 48    |
| 52    | 10 a 14 | 72    |
| 52    | 5 a 9   | 24    |
| 28    | 0 a 4   | 24    |

## Economia
El 2007 la població en edat de treballar era de 656 persones, 469 eren actives i 187 eren inactives. De les 469 persones actives 398 estaven ocupades (234 homes i 164 dones) i 71 estaven aturades (29 homes i 42 dones). De les 187 persones inactives 70 estaven jubilades, 50 estaven estudiant i 67 estaven classificades com a «altres inactius».

### Ingressos
El 2009 a Saint-Menges hi havia 409 unitats fiscals que integraven 1.074 persones, la mediana anual d'ingressos fiscals per persona era de 14.678 €.

### Activitats econòmiques
Dels 18 establiments que hi havia el 2007, 1 era d'una empresa extractiva, 1 d'una empresa alimentària, 1 d'una empresa de fabricació d'altres productes industrials, 7 d'empreses de construcció, 1 d'una empresa de comerç i reparació d'automòbils, 3 d'empreses de transport, 1 d'una empresa d'hostatgeria i restauració, 1 d'una empresa financera, 1 d'una empresa de serveis i 1 d'una empresa classificada com a «altres activitats de serveis».
Dels 7 establiments de servei als particulars que hi havia el 2009, 1 era un guixaire pintor, 4 lampisteries i 2 electricistes.
L'únic establiment comercial que hi havia el 2009 era una fleca.
L'any 2000 a Saint-Menges hi havia 9 explotacions agrícoles que ocupaven un total de 430 hectàrees.

## Equipaments sanitaris i escolars
El 2009 hi havia 1 escola maternal i 1 escola elemental.

## Poblacions més properes
El següent diagrama mostra les poblacions més properes.